# Киселка
Село Киселка (до 1950 Кисібл Киселка, німецькою Gießhübl-Sauerbrunn), знаходиться в окрузі Карлові Вари Карловарського краю, за 10 км на північний схід від Карлових Вар. Село складається з частин Нова Киселка, Киселка і Радошов. У селі живуть 792 жителі. Його названо на честь мінеральної води, що містить вуглекислий газ.

## Опис
Киселка розташована в долині річки Огрже, місцева невелика притока — Ломнице витікає з військової бази Градиште. Через село проходить дорога II/222 . Є ґрунтова дорога Киселка — Ангельська гора. На схід від села знаходиться найбільша чеська військова зона Градіште. Веде до сільської під'їзної колії, що транспортує мінеральні води Mattoni. До 19 липня 2012 транспортна компанія перевозила товари вантажівками, тож дорога на Войковіче прийшла в аварійний стан.
Після дворічного тиску громади та Асоціації Асоціації захисту та розвитку культурної спадщини Чеської республіки (АСОРК), дорогу було відремонтовано. 30 % експорту мінеральної води проходить залізницею, але 70 % все ще транспортується вантажівками.

## Історія
Перша письмова згадка про село датується 1867 роком. У селі знаходиться головний завод з розливу мінеральної води компанії Mattoni.

## Огляд визначних пам'яток
- Міський курорт — колишній курорт Киселка
- Фабрика Маттоні (пам'ятка культури та техніки) — виробництво бутильованої мінеральної води Маттоні
- Оглядова вежа Бучіна
- Кислий залізничний міст
- Музей Маттоні

## Частини муніципалітету
- Kyselka (КК Kyselka)
- Nová Kyselka (кадастрова область Nová Kyselka)
- Radošov (кадастровий район Radošov u Kyselky і Kyselka u Hradiště)

1 січня 2016 року до села Градиште було приєднано кадастрові райони Киселки біля Градиште .

### Зовнішні посилання
- Історичні образи Киселки на сайті prirodakarlovarska.cz [Архівовано 29 Грудня 2008 у Wayback Machine.]
- Синоптичне текстологічне вивчення історії та сучасного стану колишнього курорту Киселка поблизу Карлових Вар [Архівовано 4 Березня 2016 у Wayback Machine.]